# Butedale
Butedale est un village abandonné situé sur une île côtière de la province canadienne de Colombie-Britannique. Entre 1911 et les années 1950, le village est le siège d'une conserverie de poisson.

## Histoire
Les restes d'un ancien village Haisla antérieur au contact avec les Européens se trouvent à proximité des chutes de Butedale. Le lieu est nommé C'idexs en langue haila, ce qui signifie "forte diarrhée". Ce nom est choisi probablement en lien avec l'abondance des baies aux environs et des effets d'une surconsommation de celles-ci.

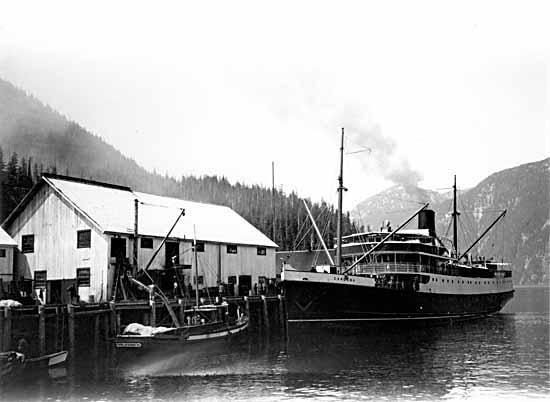
Le vapeur Cardena, à quai à Butedale, devant l'entrepôt et atelier d'emballage, dans les années 1930.

Butedale est fondé en 1911 par John Wallace en tant que campement de pêche, forestier et minier. Il nomme le village en l'honneur du troisième comte de Bute : John Stuart (1713-1792). Le suffixe "dale" signifiant vallon. Il y construit une conserverie de poisson. En 1917, l'usine est revendue à Western Salmon Pakers puis à nouveau en 1923 à Canadian Fishing. En 1950, à la suite d'importantes chutes de neige le toit de la conserverie s'effondre. Elle n'est pas rebâtie, le propriétaire développant une nouvelle usine à Prince Rupert. Un bureau de poste fonctionne entre 1917 et 1974,,.

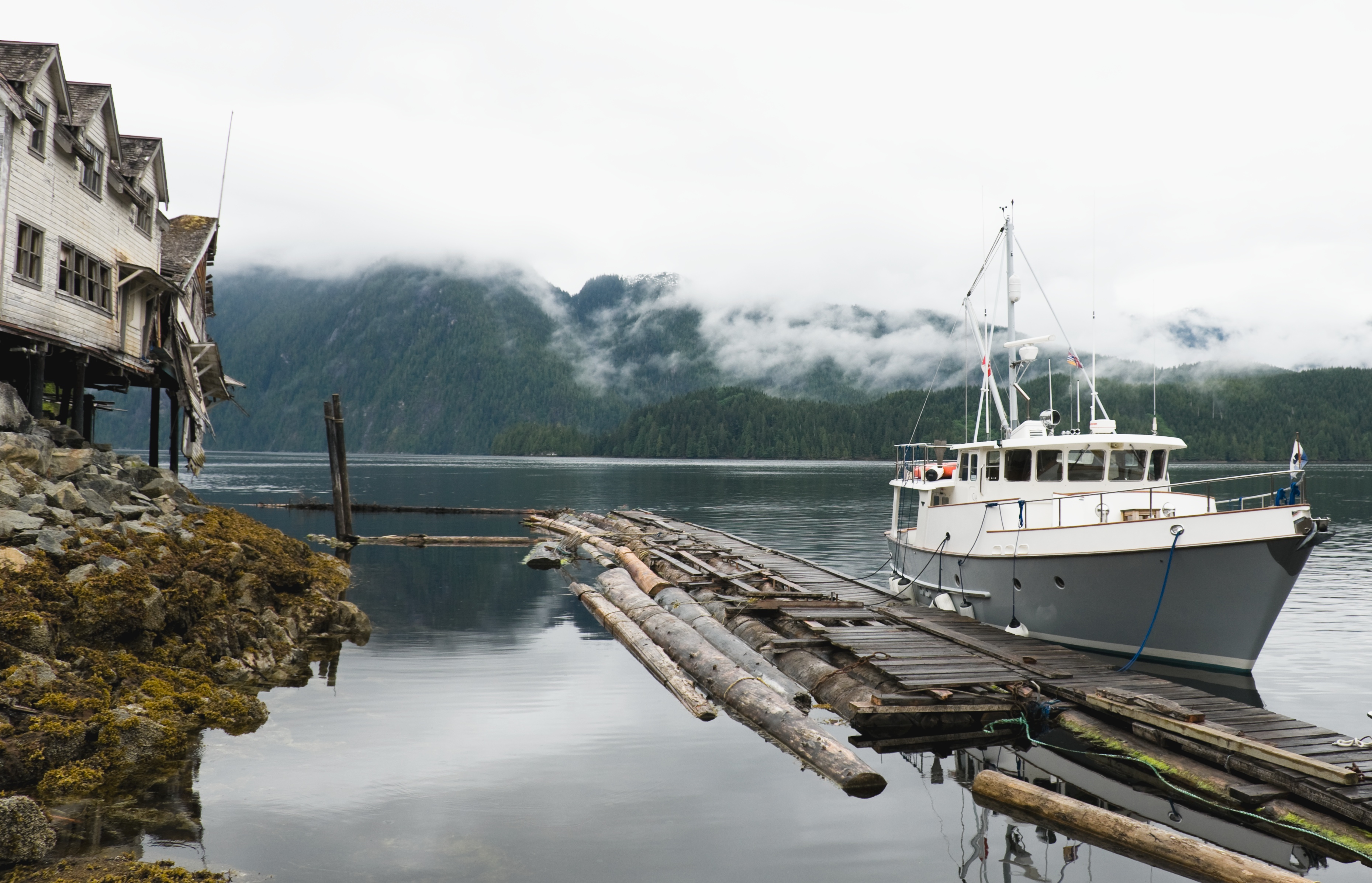
Bateau à quai en 2008 devant les ruines du bâtiment des bureaux du directeur, des postes et du magasin général, avant sa destruction.

Butedale est, entre 1911 et les années 1950, l'entière propriété de la conserverie. En période de pleine activité, en été, elle peut compter jusqu'à 400 habitants. Une grande partie des installations industrielles, construites sur des pilotis peu enfoncés dans le fond marin, sont rattachées à la côte par des câbles. Le port dispose de jetées permettant l'accostage de la flottille de pêche et le débarquement des poissons. Les poissons traités sont essentiellement des saumons mais aussi du hareng. L'électricité est fournie par une centrale hydroélectrique alimentée par une prise d'eau sur lac Butedale. L'usine comprend deux entrepôts dont un frigorifique, une fabrique de glace, des réservoirs d'huile de harengs, des ateliers de préparation du poisson, de mise en boîte et de stérilisation. Les logements comprennent des pavillons pour l'encadrement, un hôtel/dortoir et des baraquements pour les ouvriers Amérindiens mais aussi Chinois ou Japonais. En outre, le village dispose d'une cantine, d'un magasin général et d'un bureau de poste.

## Géographie
Butedale est située sur la façade orientale de l'île Princess Royal, une île de l'archipel côtier de la Colombie Britannique. Il borde le passage de Butedale, une section du Passage Intérieur qui le sépare de la petite île Work. Cette voie maritime est fréquentée par les traversiers de la ligne de Port Hardy à Prince Rupert. Le village est installé dans une petite échancrure de la côte, la baie de Butedale, au sud du torrent Butedale, émissaire du lac homonyme. Un second ruisseau se jette au fond de la baie. Butedale n'est accessible que par bateau ou hydravion. Dans l'arrière-pays, les montagnes de l'île Princess Royal dépassent 1 000 m, à 5 km du rivage.
Le climat de la région est hyperocéanique, classé Cfb dans la classification de Köppen. Il est marqué par des précipitations très abondantes dépassant les 4 m au cumul annuel. Les températures sont généralement douces mais les hivers sont marqués par des températures moyennes légèrement négatives. Des épisodes de grands froids avec des températures moyennes inférieures à -10°C peuvent survenir durant quelques jours en hiver. 
| Mois                                  | jan.       | fév.      | mars       | avril     | mai      | juin      | jui.      | août      | sep.      | oct.          | nov.      | déc.       | année            |
| ------------------------------------- | ---------- | --------- | ---------- | --------- | -------- | --------- | --------- | --------- | --------- | ------------- | --------- | ---------- | ---------------- |
| Température minimale moyenne (°C)     | −2,3       | −1,5      | −0,6       | 2         | 4,6      | 8,2       | 10,4      | 11,5      | 9,4       | 5,7           | 1,5       | −0,9       | 4                |
| Température moyenne (°C)              | −0,3       | −1,1      | 2,2        | 5,8       | 8,4      | 11,5      | 13,6      | 14,9      | 12,5      | 8             | 3,4       | 1,1        | 6,6              |
| Température maximale moyenne (°C)     | 1,6        | 3,8       | 5          | 9,5       | 12,1     | 14,8      | 16,6      | 18,2      | 15,6      | 10,1          | 5,2       | 3          | 9,6              |
| Record de froid (°C) date du record   | −12,8 1978 | −15 1975  | −14,4 1976 | −3,3 1975 | 1,1 1976 | 4,4 1976  | 6,7 1976  | 7,2 1975  | 5 1975    | 1,1 1975/1976 | −3,9 1975 | −17,8 1977 | −17,8 09/12/1977 |
| Record de chaleur (°C) date du record | 9,4 1977   | 11,7 1977 | 10,6 1978  | 20,6 1976 | 20 1977  | 24,4 1975 | 26,1 1976 | 28,3 1977 | 27,2 1974 | 16,1 1974     | 14,4 1976 | 11,1 1976  | 28,3 14/08/1977  |
| Précipitations (mm)                   | 393,4      | 382,5     | 381,1      | 203,5     | 240,5    | 186,4     | 192,5     | 154,5     | 221,7     | 705,8         | 545,6     | 547        | 4 154,6          |
| dont neige (cm)                       | 61,6       | 56,3      | 24,9       | 1,1       | 0        | 0         | 0         | 0         | 0         | 0             | 12,8      | 54,2       | 211              |

| Diagramme climatique                                  |              |            |           |              |              |               |               |              |              |             |          |
| J                                                     | F            | M          | A         | M            | J            | J             | A             | S            | O            | N           | D        |
| 1,6−2,3393,4                                          | 3,8−1,5382,5 | 5−0,6381,1 | 9,52203,5 | 12,14,6240,5 | 14,88,2186,4 | 16,610,4192,5 | 18,211,5154,5 | 15,69,4221,7 | 10,15,7705,8 | 5,21,5545,6 | 3−0,9547 |
| Moyennes : • Temp. maxi et mini °C • Précipitation mm |              |            |           |              |              |               |               |              |              |             |          |

Administrativement le village est propriété privée et n'a pas de statut municipal. Il dépend de l'aire électorale C du district régional de Kitimat-Stikine. Le district y dispose des compétences municipales. La population est composée d'un unique gardien.